# Plummer (Minnesota)
Plummer – miasto położone w północnej części stanu Minnesota. 
Liczy 270 mieszkańców.